# 馮健
馮健（1846年—？），字子毅，号松斋，广州驻防汉军正白旗人。

## 生平
同治庚午举人，同治十三年（1874年）甲戌科进士。历任浙江黄巖县、乌程县、淳安县知县，台州海防同知，光绪乙亥、丙子科乡试同考官。
著有《欲寡过斋诗文集》。

## 家族
- 曾祖良錫；
- 祖馮經；
- 父文耀，候补县丞，八旗义学掌教；
- 胞兄馮濬，同治辛未翻译进士，广东南海县知县，著有《延正學齋詩集》；
- 嫡堂弟馮端，光绪己丑进士；
- 堂叔馮文星，光绪己丑翻译进士，内阁中书；
- 胞弟馮琛，光绪庚辰翻译进士，江西德兴县知县。[3]